# Асланов, Шамо Новруз оглы
Шамо Новруз оглы Асланов (азерб. Şamo Novruz oğlu Aslanov; род. 23 марта 1983, Зейем, Кахский район) — азербайджанский парапауэрлифтер, выступающий в весовой категории свыше 107 кг, победитель Кубка мира 2019 года в Эгере и Кубка мира 2021 года в Тбилиси, серебряный призёр Кубка мира 2021 года в Дубае и Кубка мира 2023 года в Тбилиси, чемпион Азербайджана по пауэрлифтингу 2017 года, участник летних Паралимпийских игр 2020 в Токио.

## Биография
Шамо Новруз оглы Асланов родился 23 марта 1983 года в селе Зейем Кахского района Азербайджанской ССР. Шамо был очень активным ребёнком: каждый день после уроков он играл с друзьями в футбол, плавал в реке. Когда Шамо было 10 лет, он в результате неосторожного обращения с ружьём лишился левой ноги. Благодаря моральной поддержке родителей и родственников Шамо со временем с помощью трости стал выходить на улицу, снова начал плавать и играть в футбол (с помощью трости). Позднее, чтобы прокормить семью, Асланов стал возить на грузовике из села в другие районы республики сено на продажу.
Парапауэрлифтингом Шамо Асланов начал заниматься в 2017 году в возрасте 34 лет. Так, проходя лечение в одном из лечебно-реабилитационных центров республики, Асланов познакомился с главным тренером сборной Азербайджана по стрельбе из лука Ильгаром Аббасовым. Заметив физические данные Асланова, Аббасов проинформировал Асланова о парапауэрлифтинге и, видя интерес у Асланова, связался с главным тренером сборной Азербайджана по парапауэрлифтингу Ильгаром Ибишовым. На следующий же день Аббасов отправился в Паралимпийский комплекс в городе Сумгаите, где Ибишов оценил способности Асланова, заявив, что тот «очень легко поднимает вес, раскрывает руки безупречно, как будто имеет многолетний опыт». Таким образом, в феврале 2017 года Асланов начал тренировки.
Через три месяца в Венгрии стартовал Кубок мира, на котором Асланов поднял 176 кг, чего оказалось недостаточно для медали. В конце года Асланов на чемпионате Азербайджана в Сумгаите поднял 190 кг и стал победителем. В 2018 году Асланову не удалось брать медали на международных турнирах. Он выступал на чемпионате Европы во французском городе Берк-сюр-Мер, но не сумел поднять заказанный вес. А уже в феврале 2019 года на Кубке мира в Дубае Асланову удалось поднять 206 кг и завоевать бронзовую медаль. В апреле этого же года Шамо Асланов стал победителем Кубка мира в Эгере, подняв 215 кг. За два месяца Шамо Асланов поднялся на 7-ю строчку мирового рейтинга. На чемпионате же мира 2019 года в казахстанском Нур-Султане Асланов выступил неудачно.
В мае 2021 года Асланов выиграл Кубок мира в Тбилиси, подняв 222 кг. В июне 2021 года Шамо Асланов с результатом 223 кг занял второе место на Кубке мира в Дубае, набрав необходимое количество рейтинговых очков и завоевав лицензию на летние Паралимпийские игры в Токио. 30 августа 2021 года на дебютной для себя Паралимпиаде Асланов в первой попытке не смог поднять 217 кг, а затем заказал 225 кг и снова не смог поднять. В третьей попытке Асланову не удалось поднять 230 кг и он занял последнее, восьмое место.
В апреле 2023 года на лицензионном Кубке мира в Тбилиси Шамо Асланов, выступая в весовой категории свыше 107 кг, занял второе место в общей категории, и четвёртое — в личной.

## Семья
Шамо Асланов женился в 2007 году. В 2010 году у Асланова родилась дочь Назлы, а в 2013 году — сын Агабей.